# (14917) Taco
(14917) Taco est un astéroïde de la ceinture principale.

## Description
(14917) Taco est un astéroïde de la ceinture principale. Il fut découvert le 8 janvier 1994 à Kitt Peak par le projet Spacewatch. Il présente une orbite caractérisée par un demi-grand axe de 2,84 UA, une excentricité de 0,21 et une inclinaison de 12,4° par rapport à l'écliptique.

## Compléments